# 존 로버트 슈리퍼
존 로버트 슈리퍼(John Robert Schrieffer, 1931년 5월 31일 ~ 2019년 7월 27일)은 미국의 물리학자이다. 초전도체를 설명하는 BCS 이론을 만든 공로로, 존 바딘, 리언 쿠퍼와 1972년 노벨 물리학상을 수상하였다.